# Romániai magyar jogi szakirodalom
A jogi szakirodalom a jogtudomány elméleti és gyakorlati kérdéseivel, a jogalkotás és jogalkalmazás feladataival, jogismerettel, a jogtudat fejlesztésével foglalkozik. A jogtudomány különböző ágazatainak, valamint a kapcsolódó határtudományoknak megfelelően szakosodik. Beszélünk jogelméleti, jogbölcseleti, jogtörténeti, alkotmányjogi, államigazgatási, gazdasági, kereskedelmi, pénzügyi jogi, munkajogi, földjogi, szövetkezeti (mezőgazdasági termelőszövetkezeti) jogi, magán-, ill. polgári jogi, ezen belül család-, örökösödési, dologi és egyéb jogi, büntetőjogi, nemzetközi köz- és magánjogi, kisebbségjogi (A kisebbségi kérdés irodalma), polgári és büntető eljárásjogi irodalomról.

## Előzmények
A jogtudományok művelése Erdélyben hosszú századokra nyúlik vissza. A magyar nyelvű jogi szakirodalom őse itt Werbőczy Hármaskönyvének – a római és a kánonjog, valamint a szokásjog eme ötvözetének – Heltai-féle kiadása Kolozsvárt Weress Balázs fordításában (1571). A hagyományos latin nyelvű jogi oktatás helyébe magyar jogi oktatást sürgetett és valósított meg Apáczai (1656), a diákok számára versbe szedve nyomatta ki a Hármaskönyv magyar fordítását Homoródszentpáli Nagy Ferenc (1669). Mária Terézia alatt a kolozsvári Báthori Egyetem jogi karral egészült ki, s a jogi oktatás azután sem szűnt meg, miután II. József az egyetemet Lyceum Academicummá alakította át. Ebben a piarista líceumban került forgalomba 1830-ban Soómezei Vajda László két magyar nyelvű tankönyve: Az erdélyi polgári magános törvények históriája és Az erdélyi polgári törvényekkel való esmeretségek. Az egyes felekezetek kollégiumaiban is megindult a jogi oktatás, a latin helyébe mindenütt az anyanyelv került, így Simion Bărnuţiu 1834-től Balázsfalván románul tartotta jogi előadásait.
A 18. század végén felső oktatást adó jogakadémia nyílt Nagyváradon, majd 1836-ban Nagyszebenben és Máramarosszigeten is; a Marosvásárhelyi Református Kollégium 1794 óta működő főiskolai jellegű jogi tanszékének tanára, Dósa Elek Erdélyhoni jogtudomány c. háromkötetes munkájával (Kolozsvár, 1861) elnyerte az MTA nagydíját. Új szakaszba lépett a jogtudomány a Kolozsvári Magyar Királyi Ferenc József Tudományegyetem megalapításával (1872); a máramarosszigeti jogakadémiát kivéve a felekezeti iskolák jogi oktatása megszűnt, az állami jellegű nagyváradi jogakadémia azonban 1934-ig megőrizte önállóságát, a nagyszebeni jogakadémia beolvadt az új egyetem jogi karába. A jogi kar tanszemélyzete szakirodalmi munkásságával az EME 1906-ban alakult Jog- és Társadalomtudományi Szakosztályában jelentkezett: ez a szervezet 1918-ig nyolc gyűjteményes kötetet adott ki. A szerzők közt szerepel Somló Bódog jogbölcsész A jog alkalmazásáról és A helyes jog elméletéről c. tanulmányaival.

## A két világháború közt
Az első világháború után a jogtudományok magyar elméleti művelői a Ferenc József Tudományegyetem Szegedre költözésével erősen megfogyatkoztak. A kisebbségi viszonyok, az akkori gazdasági élet körülményei folyományaképpen a jogtudományok magyar művelőit elsősorban a jogalkalmazás gyakorlati kérdései foglalkoztatták. Gyakorlati szükséglet hívta életre a törvénymagyarázatok szakirodalmát: a jogélet legkülönbözőbb területeire vonatkozó törvények ismertetését, továbbá a román–magyar és magyar–román jogi szótárakat, amelyek a román jogi nyelvben való tájékozódást s általában a jogi nyelv fejlődését segítették elő. Közülük megemlítjük Traian Popnak, a Ferdinand Egyetem büntetőjogi tanárának 1921-ben megjelent szótárát. Ugyancsak a gyakorlati szükséglet nyomán készültek a Jogi Zsebkönyvek és a középiskolák számára írt jogi tankönyvek, melyek közül kiemelendő Bilinszky Lajos nagyszebeni iskolaigazgató Kolozsvárt 1928-ban megjelent két kötete: Közigazgatási jog és Magánjog a felső kereskedelmi iskolák II. osztálya számára.
E korszak önálló szakmunkái: 1921-ben jelent meg Kolozsvárt Békás Győzőnek a trianoni békeszerződést kommentáló munkája; Kocsán János ugyanakkor megjelent könyvében a választott bírósági eljárásra vonatkozó jogszabályokat tárgyalta. A történelmi Erdélyben érvényben maradt osztrák polgári törvénykönyv és a más területeken hatályban hagyott magyar magánjog kérdéseivel behatóan foglalkozott Camil Negrea, a kolozsvári Ferdinand Egyetem tanára, akinek idevágó munkái közül magyar nyelven jelent meg 1922-ben az ausztriai általános polgári törvénykönyv örökösödési jogszabályairól és a magyar magánjog örökösödési jogrendszeréről szóló könyv. Gaál Endrének a Csíki Magánjavakkal kapcsolatos, 1923-ban megjelent tanulmánya a székely jogtörténet szempontjából is figyelemre méltó. Balázs Sándor és Köves Sándor Román–magyar jogi "vademecum" c. tájékoztatót adott ki (Kolozsvár, 1926). A székely jogtörténet egyes kérdéseit tárgyalja Elekes Andor tanulmánya a Székely Nemzeti Múzeum emlékkönyvében (1929). Hoványi Gyula, a büntetőjog és jogbölcselet tanára 1911 és 1925 közt a nagyváradi Jogakadémián, a craiovai Ramuri hasábjain Revizuirea în Procedura Penală c. szaktanulmányával jelentkezett (1931). Elméleti és gyakorlati tevékenységével egyaránt kitűnt Balogh Artúr állambölcseleti, de különösképpen kisebbségjogi munkássága. A kisebbségjogi irodalom jelentős művelőiként kell megemlítenünk Jakabffy Elemért és Gyárfás Elemért.
Jelentős szerepet töltöttek be a jogtudat élesztése és fejlesztése, a jogelmélet, a jogalkotás különböző kérdéseinek tisztázása és a jogi ismeretterjesztés terén különféle folyóiratok és lapok jogi rovatai. Láday István vezette 1932–33-ban a Kolozsvárt román és magyar nyelven megjelent Consum c. közgazdasági hetilap jogi rovatát. 1937. január 1-től 1939. szeptember l-ig jelent meg Asztalos Sándor szerkesztésében az Erdélyi Gazda jogi melléklete. 1937 folyamán a Magyar Kisebbség melléklete volt a Kisebbségi Jogélet. 1938. május 1-től 1940. szeptember 30-ig a Brassói Lapoknak volt Csákány Béla szerkesztette jogi rovata. 1938. január 20-tól 1940. augusztus 30-ig jelent meg Kolozsvárt a Keleti Újság–Jogi Kalauz (1940. április 12-től csupán Jogi Kalauz) előbb Szabó Miklós, 1939-től Röszler Viktor szerkesztésében.
A jogi ismeretek terjesztéséből kivették részüket a többi napilapok (Ellenzék, Magyar Lapok, Új Élet) is, jogi rovata volt a Független Újságnak és a Magyar Népnek, s ilyen rovattal jelent meg a Huszár Kálmán szerkesztette nagyenyedi Szövetkezés, valamint a Kolozsvárt kiadott Szövetkezeti Értesítő.

## A második világháborúban
A második világháború időszakában Kolozsvárt a jogterületek tudományos szakművelői közül kitűnt Balázs P. Elemér (polgári eljárásjog), Bónis György (jogtörténet), Buza László (nemzetközi jog), Csekey István (közjog, közigazgatási jog), Heller Erik (büntetőjog, büntetőeljárás-jog), Horváth Barna (jogbölcselet), Martonyi János (közigazgatási, pénzügyi jog), Mikó Imre (nemzetiségi jog), Nagy Lajos (kisebbségi jog), Sövényházy Ferenc (kereskedelmi és váltójog), Szászy István (magánjog), Személyi Kálmán (római jog), Tury Sándor Kornél (kereskedelmi és váltójog).

## 1944-1989 közt
A második világháború után a népi demokratikus, majd a kommunista átalakítás s az ennek során létrejött egyetemi és tudományos intézeti keretek, elsősorban a Bolyai Tudományegyetem, majd 1959-től a Babeș–Bolyai Tudományegyetem jogtudományi kara, új lehetőséget nyújtottak a magyar nyelvű jogtudományi irodalom fejlődésének mind a maguk kebelében, mind a jogélet más terein. Ismertebb művelői: Asztalos Sándor (munkajog és polgári jog), Balogh András (államjog, államigazgatási jog), Bíró Lajos (büntetőjog, büntető eljárási jog), Csákány Béla (államigazgatási, pénzügyi jog), Dáné Tibor (kriminalisztika, törvényszéki orvostan), Deák Ferenc (polgári jog), Demeter János (alkotmányjog, jogbölcselet), Fekete György (szövetkezeti, polgári jog), Fogarasi József (pénzügyi jog, jogtörténet), Gergely Jenő (büntetőjog), Hegedűs Sándor (polgári jog), Kerekes Jenő (munkajog, mezőgazdasági termelőszövetkezeti jog), Király Ernő (jogelmélet, nemzetiségi jog), Kiss Géza (római jog, polgári jog), Kovács Edit (gazdasági jog), Lőrincz László (államjog, jogszociológia), Lupán Ernő (mezőgazdasági termelőszövetkezeti jog, polgári jog), Mócsy László (büntetőjog, kriminalisztika), Nemes István (polgári jog), Pásztai Géza (munkajog), Román Dezső (római jog, büntetőeljárási jog), Szabó Pál Endre (polgári eljárási jog, nemzetközi magán- és kereskedelmi jog), Takács Lajos (nemzetközi jog).
A Bukarestben megjelenő román nyelvű szakfolyóiratokon kívül, mint amilyen a Justiţia Nouă és a Studii şi Cercetări Juridice, jogi tanulmányokat közöl magyar szerzőktől a Kolozsvári V. Babeş és Bolyai Egyetemek Közleményei Társadalomtudományi Sorozat (1956–57), majd folytatólag, részben magyarul is, a Studia Universitatum Babeş et Bolyai (1958), ill. 1959-től a Studia Universitatis V. Babeş et Bolyai.
A jogászképzés és jogalkalmazás sajátságaiból következőleg a jogtudományi munkák legnagyobb részét a romániai magyar jogász-szerzők román nyelven közölték, míg magyar nyelven az 1940-es és 1950-es években főképpen a jogtudományi sorozatok pótolták a szükségleteket. Ilyenek voltak részben vagy egészükben: az EME Jog-, Közgazdaság- és Társadalomtudományi Szakosztályának Értekezései (1939–45), a Jogtörténeti és Népi Jogi Tanulmányok (1944–47), a Jog- és Közgazdaságtudományi Értekezések (1946–47) és a Népbírák Könyvtára (1948–49). Ismeretterjesztő jellegű volt a Jogi Kis Könyvtár (1956–59).
Hozzájárult az élő magyar jogi nyelv műveléséhez és fejlesztéséhez a Kolozsvári Ítélőtábla mellett az Igazságügyminisztérium irányításával 1948–50-ben működött Jogi Iskola magyar tagozata, élén Linzmayer Károly táblai tanácselnökkel.
Új lendületet kapott a romániai magyar jogi szakirodalom A Román Népköztársaság alkotmánya c. tanulmánygyűjtemény (1957) megjelenésével. A Takács Lajos, Demeter János és Román Dezső szerkesztette munka a Bolyai Tudományegyetem nyolc tanárának jogtudományi írásait közölte az állam társadalmi rendszeréről, a köztársaság jellegéről, az államhatalom és államigazgatás szerveiről, az állampolgárok alapvető jogairól és kötelezettségeiről, valamint a választási rendszerről. Az Előre Kiskönyvtárában látott napvilágot Szepessy Tibor kétkötetes Kis jogi tanácsadó c. munkája (1973). A Kriterion Kézikönyvek sorozatában jelent meg Hegedűs Sándor, Kiss András és Nemes István szerkesztésében a Román–magyar jogi szótár (1978). Kovács Edit Ion Albuval közösen a polgári és örökösödési jog szókincsét felölelő román–magyar kézikönyvet állított össze (Îndrumări de terminologie juridică româno-maghiară. Drept civil, succesiune, 1979), Lupán Ernő a polgári jog általános részének személyekre vonatkozó szakkifejezéseit foglalta hasonló kézikönyvbe (Îndrumar de terminologia juridică româno-maghiară. Drept civil. Partea generală. Persoanele. Kolozsvár, 1981).
Középiskolai használatra készült, de általános érdeklődésre tarthatott számot a Románia Szocialista Köztársaság Alkotmánya c. VII. osztályos tankönyv I. Filipescu bukaresti egyetemi tanár és szerzőtársai szerkesztésében, Hadházy Jolán és Vita László fordításában (1977). Számos más, eredetileg románul megjelent jogi ismeretterjesztő munkát is lefordítottak magyar nyelvre, ezekkel kapcsolatban a magyar jogi nyelv helyességéért, tisztaságáért sokat tett Asztalos Sándor, Bíró Lajos és Szabó Pál Endre. A jog gyakorlati alkalmazásában jelentős szerepe van a napilapok jogi szakértőinek, akik az általános ismeretnyújtáson kívül konkrét esetekben is a közönség segítségére vannak.
Kiemelkedő e téren az Előre oldalain Szepessy Tibor, az Igazságban 1960-tól évtizedeken át Podhradszky László jogi munkatárs tevékenysége. A Román Televízió magyar adásában ismétlődően szerepelt a Paragrafus c. ciklus, Egeressy László temesvári államügyész jogi ismertető és tanácsadó rovata.
Magyar nyelvű jogi szakmunkákat is forgalomba hozott a Közgazdasági és Jogi Könyvkiadó (1953–57).
A magyar jogi nyelv hivatalos elismerését jelentette, hogy az ország hivatalos közlönye egészében vagy egyes részeiben 1950. november 20-tól magyar nyelven is megjelent, az 1971. évi 468. számú törvényerejű rendelet pedig a néptanácsok kötelességévé tette, hogy azokban a megyékben, ahol nemzetiségek élnek, ezek nyelvén is ismertessék az állampolgárok jogait és kötelességeit.